# Ma-13

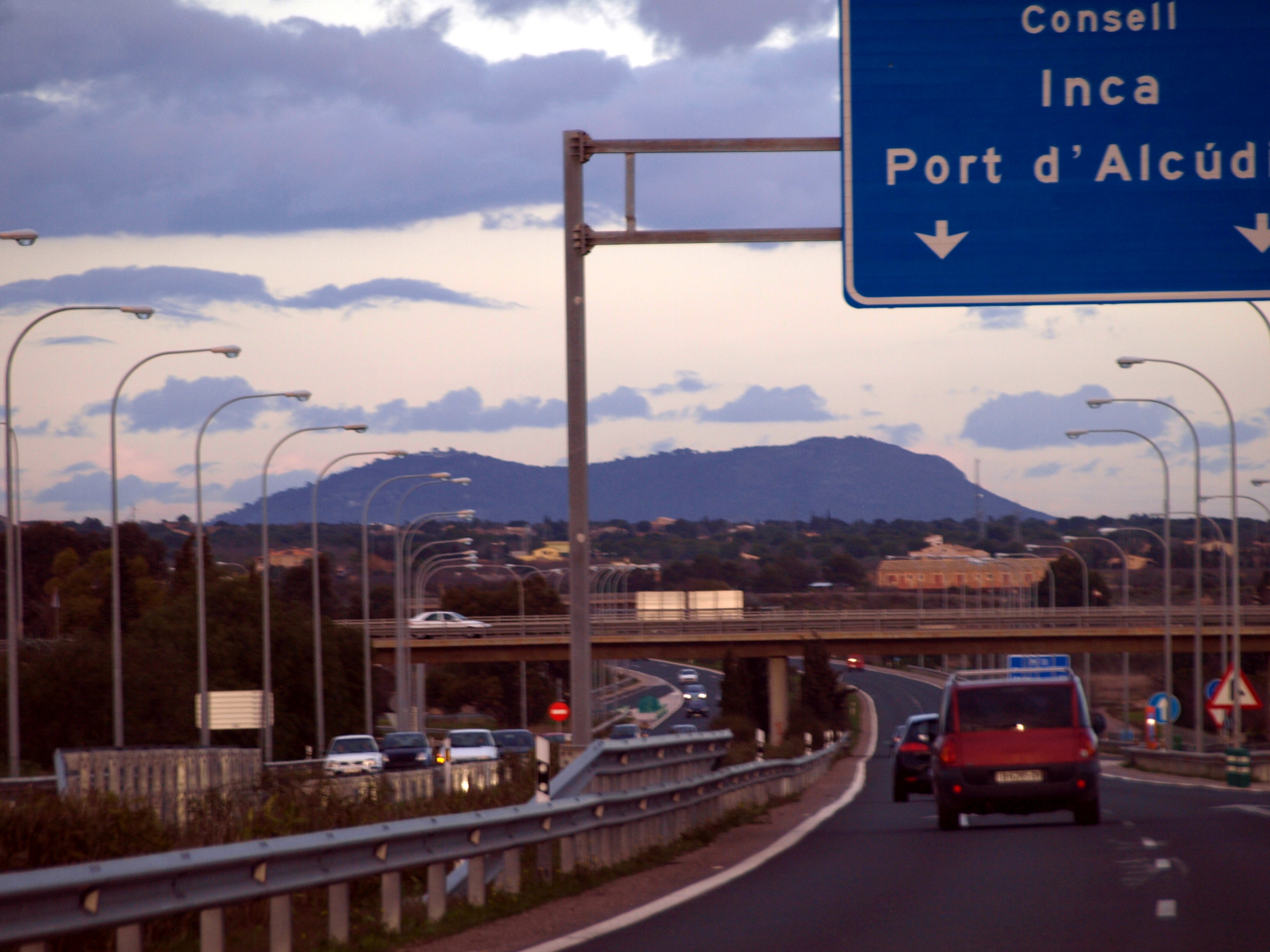
La Ma-13 a su paso por el Puig de Santa Magdalena.

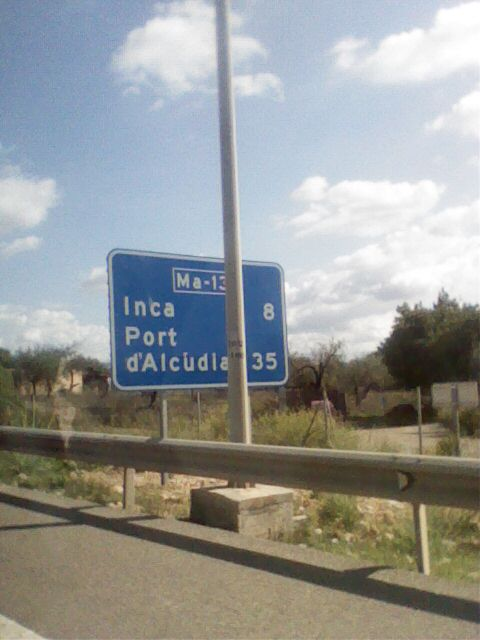
Cartel de la Ma-13 cerca de Binisalem.

La Ma-13, Eje Central o Autopista Palma - La Puebla es una autopista de Mallorca que une la bahía de Palma con la bahía de Alcudia atravesando la comarca de Raiguer.
Comienza en el kilómetro 3 de la Vía de Cintura y acaba en La Puebla. Desde el fin de la autopista en La Puebla hasta Alcudia hay un tramo de carretera convencional. En un principio la autopista tan solo llegaba hasta Inca, pero en 2005 se desdobló la antigua carretera hasta La Puebla si bien no se logró el desdoblamiento hasta  Alcudia por presiones políticas del partido que por entonces gobernaba en aquella localidad, Unió Mallorquina.[cita requerida] En su recorrido atraviesa las localidades de Marrachí, Santa María del Camino, Consell, Binisalem, Lloseta, Inca, Búger y Campanet
Tiene una longitud de 50 kilómetros.
Su gestión y mantenimiento corren a cargo del Consejo Insular de Mallorca.

## Recorrido
| N.º salida | Nombre de la salida                                                         | Carretera que enlaza |
| ---------- | --------------------------------------------------------------------------- | -------------------- |
| 1          | Son Castelló Son Fuster                                                     |                      |
| 2          | Son Castelló La Indiotería                                                  |                      |
| 3          | Son Maciá La Cabana Puente de Inca                                          |                      |
| 4          | Puente de Inca Aeropuerto                                                   | Ma-30                |
| 7          | Polígono industrial de Marrachí                                             |                      |
| 8          | Santa María del Camino Buñola Festival Park Polígono industrial de Marrachí | Ma-2040              |
| 12         | Santa María del Camino Sancellas Santa Eugenia Pórtol                       | Ma-3030              |
| 15         | Consell Polígono industrial de Son Llaüt Polígono industrial de Consell     |                      |
| 17         | Consell Alaró Binisalem Lloseta                                             |                      |
| 22         | Lloseta Binisalem                                                           | Ma-2111              |
| 25         | Inca Lloseta Sancellas                                                      | Ma-3120              |
| 27         | Inca Sinéu Lluc Llubí Hospital Comarcal de Inca                             | Ma-3240              |
| 30         | Inca Lluc Puig de Santa Magdalena                                           |                      |
| 35         | Búger Campanet Ullaró                                                       | Ma-2132              |
| 37         | La Puebla Puig de Sant Miquel Cuevas Ullaró                                 | Ma-3421              |
| 40         | La Puebla Pollensa Muro Crestatx                                            |                      |
| km 47      | Pollensa                                                                    | Ma-2201              |
| km 48      | Puerto de Alcudia Artá                                                      | Ma-3460              |
| km 50      | Puerto de Pollensa Alcudia (travesía por Av. de Inca)                       | Ma-2220              |

## Ma-13A
La Ma-13A (anteriormente conocida como C-713) es la antigua carretera Palma - Inca - La Puebla - Alcudia y única vía anterior a la construcción de la autopista. El tramo actual se inicia en la Calle Aragón de Palma y concluye al final del desdoblamiento de la Ma-13, donde se une a esta.